# Stuw- en sluizencomplex Hagestein
Het Stuw- en sluizencomplex Hagestein ligt in de Lek bij het dorp Hagestein in de gemeente Vijfheerenlanden, in de Nederlandse provincie Utrecht. Het bestaat uit een stuw, een schutsluis, een vistrap en een waterkrachtcentrale. Het complex is voltooid in 1960. Het stuwcomplex Hagestein is een rijksmonument. Het complex is grotendeels gelijk aan dat bij Driel en dat bij Amerongen. Deze drie stuwen worden door Rijkswaterstaat aangeduid als het stuw-ensemble Nederrijn en Lek. Met deze drie stuwen gezamenlijk kan een groot deel van de waterhuishouding van Nederland geregeld worden.
De vaarweg stroomopwaarts van de Hagesteinsebrug is CEMT-klasse Va. De maximaal toegestane afmetingen stroomopwaarts zijn: (L × B) 135 × 15 meter.
De vaarweg stroomafwaarts van de Hagesteinsebrug is CEMT-klasse VIa. De daar maximaal toegestane afmetingen stroomafwaarts zijn: (L × B) 135 × 22,8 meter.

## Stuw
De stuw bestaat uit twee vizierschuiven (boogvormige staalconstructies), die in het water hangen. Bij grote rivierwaterafvoer, en dat is pakweg 45 dagen per jaar, staan de bogen van de stuw omhoog, daarmee staat de stuw open en hoeft de scheepvaart geen gebruik te maken van de schutsluis. De openingen zijn dan 2 × 48 meter breed en de vrije doorvaarthoogte is dan NAP +14,9 meter. De drempeldiepte van de stuw is NAP –4,5 meter.
Onder de stuw loopt een tunnel die bedoeld is voor personen en kabels en leidingen. Deze tunnel wordt door onderhouds- en bedienend personeel gebruikt indien de stuw geopend is, en de Lek niet via de vizierschuiven kan worden overgestoken.

## Schutsluis
De Sluis Hagestein is een schutsluis met puntdeuren. De lengte van de sluiskolk is 220 m, door tussendeuren te verdelen in een kolk van 112,5 m en een kolk van 90 meter lengte. De kolk is 18 meter breed. De diepte van de bovendrempel is NAP –3,75 m, de tussen- en benedendrempel NAP –4,5 m. Er liggen geen bruggen over de sluis.
De sluis is via de marifoon aan te roepen op VHF-kanaal 18, roepnaam: Sluis Hagestein, bovenkant of benedenkant.

## Vispassage
De vispassage is aangelegd in 2004. Het is de eerste hindernis die de vissen, die vanuit de zee de rivier optrekken om te paaien, tegenkomen. De passage bestaat uit een sluis, die met de waterstand regelt hoeveel water over de trappen van de vispassage stroomt en daarachter met een flinke U-vormige sloot met trappen van iets meer dan 10 centimeter hoogteverschil. Vlak naast het sluisje stroomt het water weer achter de stuw de rivier in. De vissen springen van trappand naar trappand omhoog. Vlak bij de passage is een parkeerplaats aangelegd, waardoor met enig geduld dit verschijnsel goed kan worden gevolgd.

## Centrale
In de middenpijler van de stuw is een waterkrachtcentrale ingebouwd, die stroom kan leveren aan het elektriciteitsnet. De centrale maakt gebruik van het verschil in waterniveau, zoals dat boven en beneden de stuw bestaat. Gewoonlijk wisselt dat met het debiet van de rivier, maar schommelt zo rond de meter. De centrale met een vermogen van 1,8 MW werd geëxploiteerd door NUON en produceerde jaarlijks, tot de sluiting in 2005, 5 GWh. Initiatieven om de centrale te renoveren en nieuw leven in te blazen zijn sindsdien gestrand.
Eind 2018 werd het hele complex gerenoveerd.

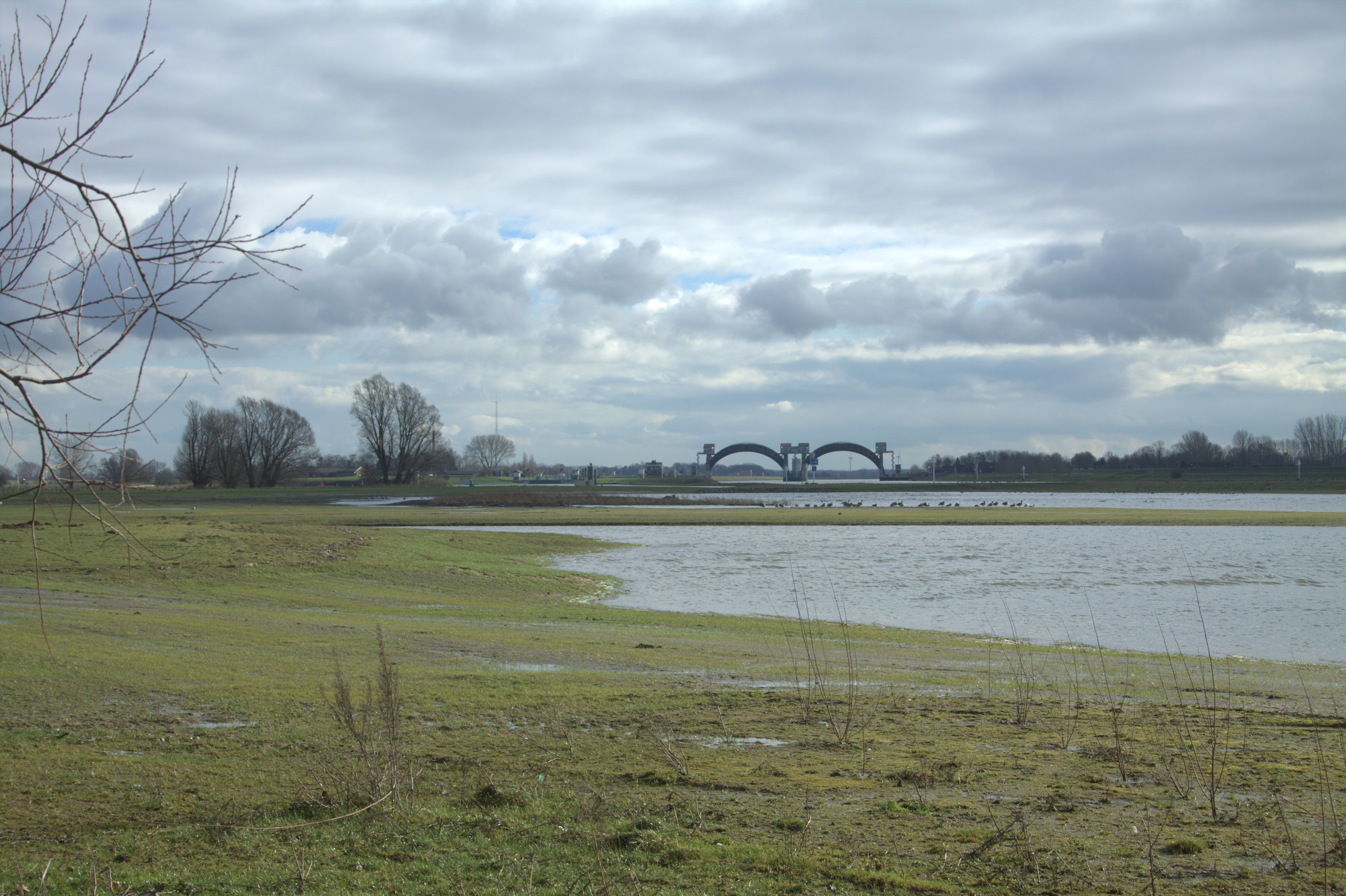
De rivier de Lek vanaf de Lekdijk nabij Vreeswijk, (11 februari 2016)
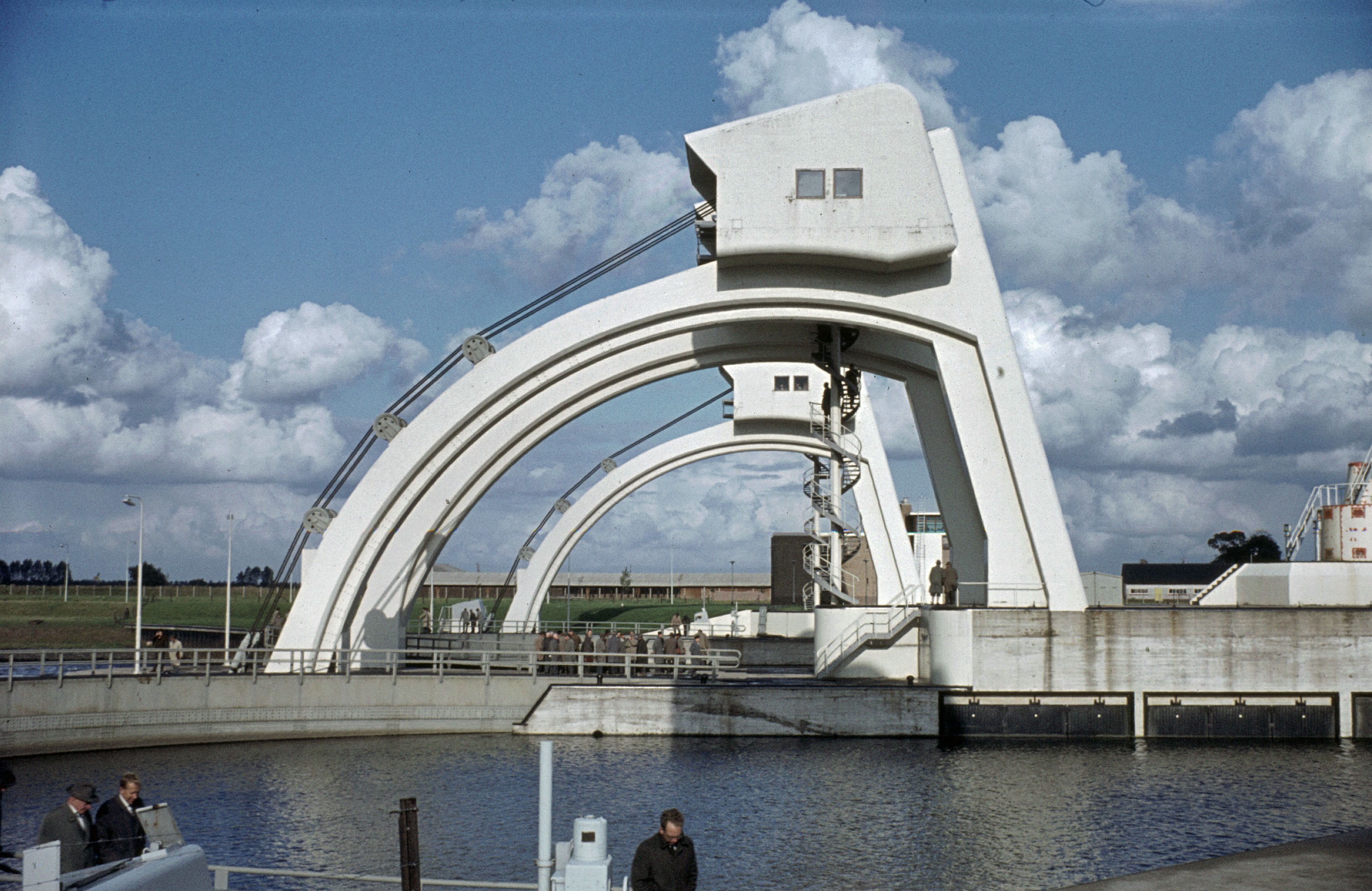
Zijaanzicht van de stuw
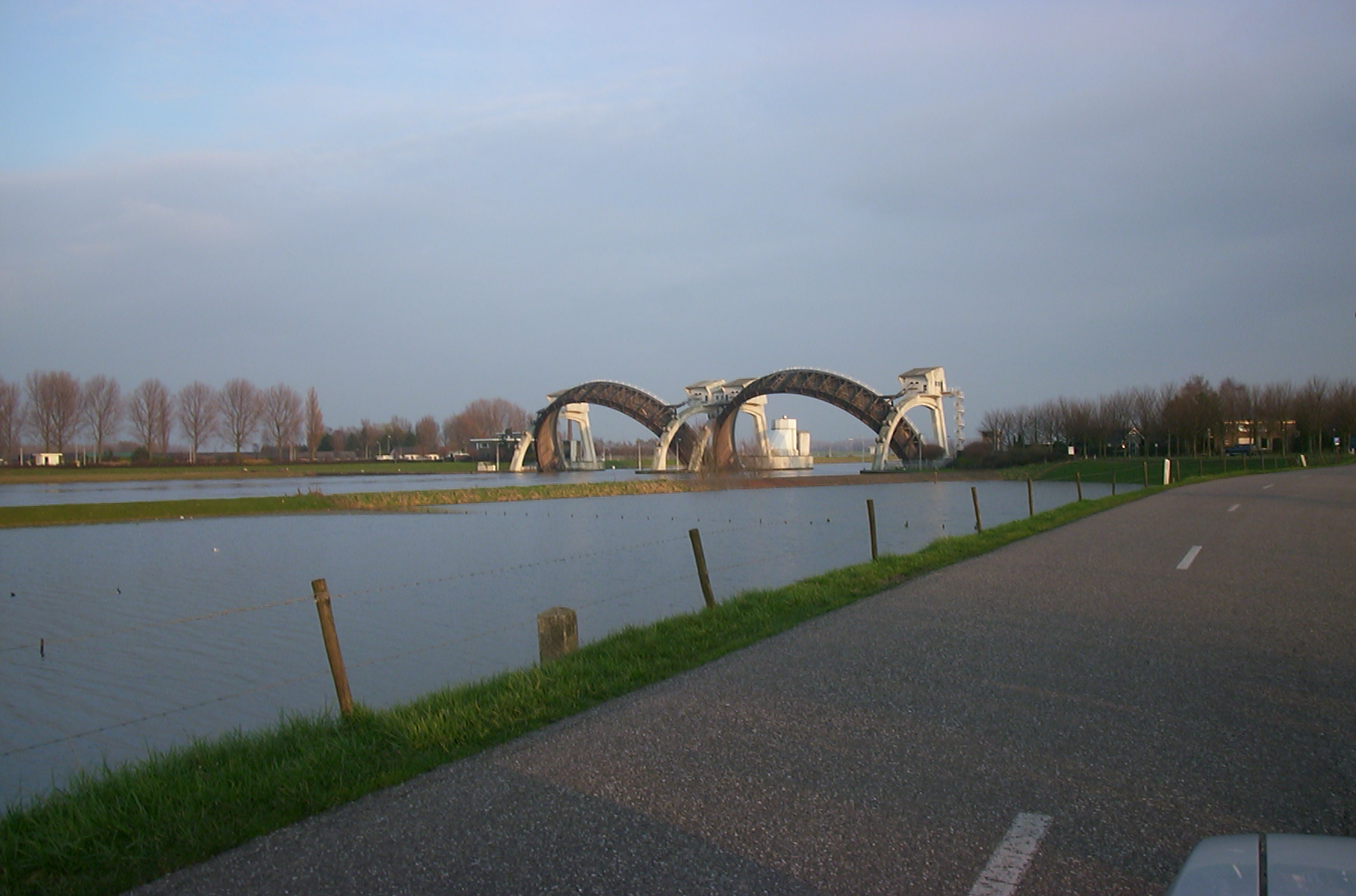
Geopende stuw
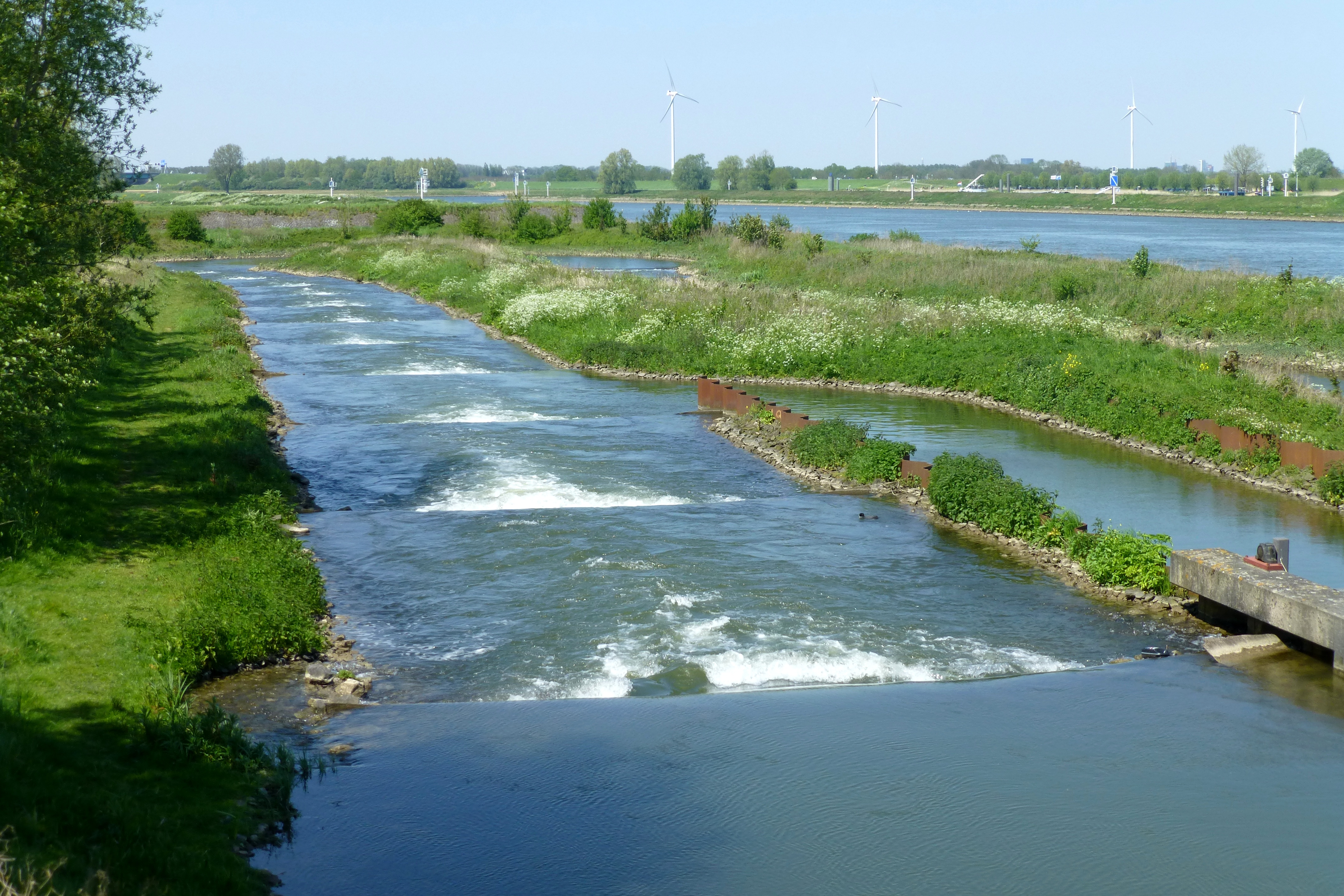
De vispassage